# HMS Ulster (R83)
Lo HMS Ulster (pennant number R83) fu un cacciatorpediniere della Royal Navy britannica, appartenente alla classe U ed entrato in servizio nel giugno 1943.
Nel corso della seconda guerra mondiale l'Ulster operò nel teatro bellico del mar Mediterraneo e poi in appoggio allo sbarco in Normandia; assegnato alla British Pacific Fleet all'inizio del 1945, prese parte alle operazioni aeronavali d'appoggio alla battaglia di Okinawa.
Nel dopoguerra fu convertito in fregata anti-sommergibili della classe Type 15, svolgendo incarichi vari nei Caraibi e nelle acque di casa fino alla radiazione dal servizio nel 1977; lo scafo fu poi venduto per la demolizione il 4 agosto 1980. 

## Storia

### Entrata in servizio e operazioni nelle acque europee
Ordinata ai cantieri della Swan Hunter di Wallsend il 12 giugno 1941, la nave fu impostata il 12 novembre 1941 e quindi varata il 9 novembre 1942 con il nome di Ulster in onore dell'omonima regione irlandese; l'unità entrò ufficialmente in servizio il 30 giugno 1943 venendo assegnata alla 25th Destroyer Flotilla della Home Fleet, di base a Scapa Flow. Completate prove in mare e lavori di messa a punto, in agosto l'Ulster operò come unità di scorta nella zona degli approcci nord-occidentali alla Gran Bretagna, ma in settembre fu spostato sulla costa meridionale dell'Inghilterra per pattugliare il Golfo di Biscaglia e La Manica e dare la caccia ai convogli costieri tedeschi (operazione Tunnel); il 3 ottobre, in squadra con il cacciatorpediniere HMS Grenville e tre cacciatorpediniere di scorta classe Hunt, l'Ulster ingaggiò un duro scontro a fuoco notturno con un convoglio tedesco nella Manica, subendo alcuni danni leggeri dopo essere stato raggiunto da due colpi di cannone.
Riparato, il 12 novembre 1943 l'Ulster salpò da Plymouth insieme al cacciatorpediniere HMS Rocket per scortare a Gibilterra l'incrociatore da battaglia HMS Renown, con a bordo il primo ministro Winston Churchill diretto alla conferenza del Cairo con gli altri leader degli Alleati. Entrato in Mediterraneo il 17 novembre, il cacciatorpediniere fu riassegnato alla Mediterranean Fleet e inviato a operare nel mare Adriatico in appoggio ai reparti alleati a terra; il 23 novembre, mentre conduceva n bombardamento costiero, fu gravemente danneggiato dal tiro di risposta del nemico e dovette dirigere a Malta per le riparazioni. Tornato in servizio alla fine di dicembre l'Ulster continuò a operare in Adriatico a partire dalla base di Bari, ma nel marzo 1944 fu spostato a Napoli per operare come unità di scorta ai convogli di rifornimento diretti alla testa di ponte alleata attorno ad Anzio; il 29 marzo, a nord-est di Palermo, l'Ulster localizzò con il suo apparato ASDIC e attaccò con bombe di profondità il sommergibile tedesco U-223, affondato infine da altri cacciatorpediniere britannici il giorno seguente dopo una lunga caccia.
In aprile il cacciatorpediniere lasciò il teatro del Mediterraneo e, dopo lavori di manutenzione a Scapa Flow, in maggio tornò in servizio con la Home Fleet in vista del progettato sbarco in Normandia, attuato il 6 giugno seguente: il giorno dello sbarco l'Ulster operò al largo di Gold Beach fornendo fuoco d'artiglieria in appoggio ai reparti a terra, ma il 9 giugno finì incagliato al largo della spiaggia e riportò diversi danni allo scafo e alle eliche, venendo messo in cantiere a Cardiff per lavori di riparazione protrattisi fino all'inizio di luglio. Al rientro in servizio l'Ulster servì in compiti di routine nelle acque del Regno Unito, senza far registrare eventi particolari; sottoposto tra ottobre e dicembre a lavori di manutenzione e modernizzazione degli apparati radar di bordo, all'inizio del gennaio 1945 la nave fu destinata al teatro bellico del Pacifico in forza alla nuova British Pacific Fleet.

### Operazioni nel Pacifico
Dopo un periodo di addestramento in Mediterraneo, ai primi di marzo 1945 l'Ulster raggiunse Sydney in Australia, trasferendosi il 7 marzo nella base avanzata di Manus nelle Isole dell'Ammiragliato dove entrò in forza alla Task Force 113 della British Pacific Fleet. Il 20 marzo il cacciatorpediniere raggiunse, con le altre forze britanniche, la base statunitense di Ulithi per operare in coppia con le unità della United States Seventh Fleet durante gli eventi della battaglia di Okinawa; nei giorni seguenti l'Ulster fece quindi da scorta ai gruppi di portaerei britannici impegnati in attacchi alle basi giapponesi nelle Isole Sakishima.
Il 1º aprile il cacciatorpediniere fu gravemente danneggiato dall'esplosione ravvicinata di una bomba sganciata da un aereo nipponico (o dallo schianto ravvicinato di un velivolo kamikaze), la quale causò vasti danni alla sala macchina oltre a due morti e un ferito grave tra l'equipaggio; trainato a Leyte il 6 aprile dall'incrociatore HMNZS Gambia per lavori di riparazione d'emergenza, l'Ulster raggiunse poi Sydney in maggio dove fu preparato per il rientro nel Regno Unito. La nave arrivò quindi a Chatham in agosto, dove fu messa in riserva.

### Il dopoguerra
I lavori di riparazione sull'Ulster iniziarono a Chatham solo nell'ottobre 1945; ripristinata, la nave servì come unità d'addestramento per il personale della Home Fleet. Nel maggio del 1950 il cacciatorpediniere fu assegnato al Dartmouth Training Squadron di Dartmouth e impiegato per la formazione dei cadetti dell'accademia navale, mentre nel gennaio 1951 fu riassegnato alla Plymouth Local Destroyer Flotilla per operare come unità d'addestramento e per le emergenze locali; nel dicembre 1952 il cacciatorpediniere fu ritirato dal servizio attivo e messo in riserva a Devonport.
Nel 1953 l'Ulster fu uno dei vecchi cacciatorpediniere della seconda guerra mondiale selezionati per essere ricostruiti come fregata anti-sommergibili della nuova classe Type 15; i lavori di conversione, iniziati a Chatham nel 1954, furono portati a termine nel 1956 e nel maggio 1957 l'Ulster entrò in servizio in forza all'8th Frigate Squadron. Il 19 agosto 1958 la fregata fu assegnata al comando delle Indie occidentali, svolgendo negli anni successivi missioni di pattugliamento, rappresentanza e di visita nei porti della regione dei Caraibi e del Nordamerica; il 31 agosto 1962 presenziò alle cerimonie formali in onore dell'indipendenza della colonia britannica di Trinidad e Tobago. Richiamato nel Regno Unito, nel settembre 1963 l'Ulster fu messo in riserva a Plymouth, ma fu riportato allo stato operativo il 15 luglio 1965 in forza al 2nd Frigate Squadron, svolgendo incarichi vari nelle acque di casa.
L'Ulster fu nuovamente ritirato dal servizio attivo nel 1967, venendo destinato a compiti di addestramento alla navigazione e di sperimentazione presso la base di Portsmouth. Radiato nel 1977, lo scafo fu trasformato in pontone a Plymouth e infine venduto per la demolizione il 4 agosto 1980; i lavori di smantellamento presero il via a Rosyth il 2 novembre dello stesso anno.